# 유태공
유태공(劉太公, ? ~ 기원전 197년)은 전한을 건국한 고제(高帝) 유방(劉邦)의 아버지이다. 《사기》에서는 그의 이름을 따로 전하지 않으며, 후대의 주석에는 집가(執嘉) 혹은 단(煓)이라고도 한다. 패현(沛縣) 풍읍(豐邑) 출신으로, 아버지의 이름은 인(仁), 조부의 이름은 청(淸)이라고 한다. 아들인 유방이 서초의 항우와 싸우던 초한전쟁 당시에 항우의 포로가 되기도 하였으나 후에 풀려나 유방의 보살핌을 받았다. 이후 장안으로 옮겨와 살면서 태상황(太上皇)의 칭호를 받았으며 기원전 197년에 사망하였다.

## 생애

### 가족
유태공은 유온(劉媼)이라는 여인과 결혼하였다. 이후 맏아들인 유백, 둘째 아들인 유중을 낳았다. 이후 어느날은 유온이 연못가에서 쉬다가 꿈속에서 신을 만났다. 이때 천둥이 울리고 벼락이 치더니 하늘이 깜깜해졌는데, 유태공이 가서 보니 교룡(蛟龍)이 유온의 몸 위에 올라타 있었다. 이후 유온이 임신하게 되어서 아들을 낳았는데, 그 이름이 유계(劉季)라 하였다. 그 유계가 바로 훗날의 유방이었다.

### 포로생활
기원전 205년 4월, 유방이 팽성(彭城)에서 항우에게 크게 패하였을 때에 항우는 유방의 고향인 패현에 사람을 보내 그곳에 머물던 유방의 가족들을 잡으려 하였다. 이때 유방의 수레를 몰던 하후영이 유태공과 여후를 찾으려 하였으나 이미 유방의 가족들이 모두 달아난 후였기 때문에 실패하였다. 한편 이때에 심이기가 유태공과 여후 등을 모시고 샛길을 따라 유방을 따라나셔려다가 항우의 군사들에게 붙잡혔다. 항우는 이들을 포로로 삼아서 군영에 두고 다녔다. 이후 유방은 8월에 설구·왕흡 등을 보내 유태공과 여후를 구출하려 하였으나 초나라 측에서 군사를 보내서 막았기 때문에 실패하였다.
기원전 203년, 유방과 항우가 광무산(廣武山)에서 대치하였는데, 항우가 유방에게 항복하지 않으면 유태공을 삶아서 죽여버리겠다고 협박하였다. 그러나 유방이 이에 응하지 않고 오히려 항우를 도발하면서 "내가 항우 너와 북면하여 회왕의 명을 받들 때 형제가 되기로 약속했으니 내 아버지가 곧 네 아버지다. 꼭 네 아버지를 삶아 죽여야겠다면 나한테도 국물이라도 한 그릇 나눠주기 바란다."라 말하였다. 이에 분노한 항우가 유태공을 죽이려 하였으나 항백이 만류하자 그만두었다.
이때에 항우는 식량이 고갈되어 불리해졌는데, 유방이 육가를 보내 태공을 풀어줄 것을 청하였으나 듣지 않았다. 그러자 유방이 다시 후공(侯公)을 보내 항우를 설득하자 항우는 그 조건으로 한나라와 초나라가 홍구(鴻溝)를 기점으로 그 서쪽과 동쪽으로 땅을 나누어 가질 것을 요구하여 맹약이 성립되었다. 그해 9월에 유태공과 여후는 한나라로 돌아올 수 있었다.

### 태상황
기원전 202년 정월, 유방은 마침내 항우를 제거하고 천하를 평정하여 황제의 자리에 올랐다. 유방은 황제가 된 후에 5일에 한번씩 유태공에게 인사를 드리려 왔는데, 유방과 유태공이 서로를 평민 시절처럼 대하였다. 그러자 유태공의 집안일을 돌보던 가령(家令)이 태공에게 비록 유방이 태공의 아들이더라도 이제는 인민의 주인이고, 태공은 그의 신하이므로 위계를 확실히 나누어야 한다고 말하였다. 유태공이 그 말을 받아들여 이후부터 유방이 인사를 하러 올때마다 빗자루를 들고 문 앞에 서있다가 뒷걸음질을 치며 천자를 대하는 예로 맞이하였다. 유방이 놀라서 어가에서 내려 유태공을 부축하자, 유태공이 "황제는 인민의 주인이거늘 내가 어찌 천하의 법을 어지럽힐 수 있겠소이까."라 하였다. 이에 유방이 유태공을 태상황(太上皇)으로 높였으며, 태공에게 충고한 가령에게는 금 500근을 상으로 주었다.

### 신풍
태상황은 장안의 깊은 궁궐로 옮겨와 살았으나 늘 우울해하며 즐거운 기색이 없었다. 고조가 그 이유를 알아보니, 태상황은 평생 동안 백정이나 소년들, 그리고 술장수나 떡장수와 어울리며 닭싸움이나 공놀이를 즐겼는데 지금은 그런 것이 없었기 때문에 즐거움을 느끼지 못하던 것이었다. 그러나 유방이 신풍(新豐)이라는 마을을 만들고는 고향 사람들을 그곳으로 이주시켜서 태상황을 기쁘게 해주었다.

### 미앙궁의 연회
기원전 198년, 미앙궁이 완공되자 유방이 제후와 군신들을 불러 모아 연회를 베풀었다. 이때 태상황도 연회에 초대되었는데, 유방이 옥잔을 들고 일어나 태상황에게 축수하며 말하기를, "옛날에 대인(大人)께선 늘 신(臣)이 무뢰하고 생업도 꾸리지 못하며 둘째 형만큼 노력도 하지 않는다고 하셨습니다. 지금 제가 이룬 것과 둘째 형이 이룬 것 중 무엇이 더 많습니까?"라 하였다. 이에 대전의 신하들이 모두 만세를 부르고 웃으며 즐거워했다.

### 죽음
기원전 197년 10월, 태상황이 약양궁(櫟陽宮)에서 세상을 떠났다. 이에 유방의 아우인 초왕 유교와 공신인 양왕 팽월 등이 와서 장사를 지냈다.